# Comtat de Västernorrland
El Comtat de Västernorrland, o Västernorrlands län és un comtat o län al nord de Suècia. Fa frontera amb els comtats de Gävleborg, Jämtland, Västerbotten i el Golf de Bòtnia.

## Municipis

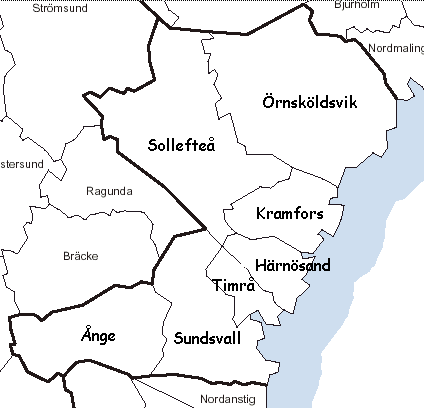
Municipis del comtat

- Härnösand - Härnösand
- Kramfors - Kramfors
- Sollefteå - Sollefteå
- Sundsvall - Sundsvall
- Timrå - Timrå
- Ånge - Ånge
- Örnsköldsvik - Örnsköldsvik